# Eye of the Tiger
Pour l’article homonyme, voir Eye of the Tiger (album).
Singles de Survivor
Summer Nights
(1982) American Heartbeat
(1982)
Eye of the Tiger est une célèbre chanson du groupe de rock américain Survivor. À la demande de Sylvester Stallone, elle est sortie le 29 mai 1982 pour le film Rocky 3 : L'Œil du tigre. Elle exprime la volonté de survivre et l'envie de se battre. Elle a dominé le Billboard Hot 100 pendant six semaines. Elle a aussi obtenu un Grammy Awards et a été élue Best New Song (Meilleure nouvelle chanson) aux People's Choice Awards. Elle a également été nommée aux Oscars pour la meilleure chanson originale en 1982. Elle a souvent été utilisée dans des bandes originales de films, comme Ricky Bobby : Roi du circuit (2006) ou Persepolis (2007). Elle est très populaire dans le milieu de la boxe. Le lutteur professionnel Hulk Hogan l'écoute lorsqu'il s'entraîne.
Le 16 octobre 2018, la RIAA a officiellement certifié octuple disque de platine le téléchargement légal d'Eye of the Tiger, ce qui représente huit millions de téléchargements effectués à partir de plateformes de téléchargement légales basées aux États-Unis depuis le premier octobre 2003, date officielle de publication de cette chanson au format de téléchargement payant et légal.

## Titre présent dans
Sauf indication contraire, les informations mentionnées dans cette section peuvent être confirmées par le générique de fin de l'œuvre audiovisuelle présentée ici, ainsi que par la base de données cinématographiques IMDb,  présente dans la section « Liens externes ».
- Rocky 3 (1982) ;
- Rocky 4 (1985) ;
- L'Œil du tigre (1986) ;
- Animal ! L'Animal... (2001) ;
- Méchant Menteur (2002) ;
- Ma famille d'abord (2003) : Saison 2 Épisode 20 L'Œil au beurre noir ;
- Match en famille (Kicking and Screaming, 2005) ;
- Basket Academy (2005) ;
- Tout le monde déteste Chris (2005) : Saison 1 Épisode 1 Tout le monde déteste la rentrée ;
- Earl (2005) : Saison 2 Episode 11 L'Amour est plus fort ;
- Jean-Philippe (2006) ;
- Astérix et les Vikings (2006) ;
- Persepolis (2007) ;
- Supernatural (série télévisée) (2008) : Saison 04 Episode 06 Yellow Fever ;
- Guitar Hero: World Tour;
- Rock Band 2 ;
- Spectacular! (2009) ;
- Karaté Kid (2010) ;
- New Girl - S1E07 (2011/2012) ;
- Fists of legend (en) (2013)
- Turbo (2013) ;
- Les Reines du ring (2013) ;
- Bodybuilder (2014) ;
- Les As de la jungle (2017) ;
- Saison 9 d'American Horror Story (2019)
- Saison 5 - Episode 9 de CobraKai (2022)

- Les Nouveaux Héros (2014)

## Reprises
La chanson a été reprise par Sylvie Vartan (Faire quelque chose, 1982), par NightHawk en version Disco (1982), par Gloria Gaynor (album The Power of Gloria Gaynor (en), 1986), par At Vance (album No Escape, en 1999) puis par Paul Anka (album Rock Swings, en 2005), Elodie Frégé lors du prime de Star Academy 3 française le 29 novembre 2003, puis par Amel Bent dans Astérix et les Vikings en 2006. En 2007, elle est reprise par Chiara Mastroianni pour la bande originale du film Persepolis. À noter que Laurent Wolf l'a remixée lui aussi. On la retrouve également dans le jeu Rock Band 2 ainsi que dans le jeu Guitar Hero World Tour.
Le 15 mars 2009, une version jazzy/lounge est présentée lors de l'émission Le grand lifting des tubes sur TF6, interprétée par le duo mAm'Zelle Bip et FrAnck Perrolle qui remporteront le concours avec la chanson de Survivor.
La chanson est reprise dans l'épisode 8 de la saison 2 de The Glee Project, ainsi que par le duo français Brigitte (groupe) pour la dernière télévisée de l'émission musicale Taratata le 6 juillet 2013.

## Classement par pays
| Classement (1982)                                  | Meilleure position |
| -------------------------------------------------- | ------------------ |
| Australie (Kent Music Report)                      | 1                  |
| Autriche (Ö3 Austria Top 40)                       | 2                  |
| Canada (RPM)                                       | 1                  |
| Finlande (Suomen virallinen lista)                 | 1                  |
| Allemagne (Media Control Charts)                   | 13                 |
| Irlande (IRMA)                                     | 1                  |
| Italie (FIMI)                                      | 3                  |
| Pays-Bas (Dutch Top 40)                            | 2                  |
| Nouvelle-Zélande (RIANZ)                           | 4                  |
| Norvège (VG-lista)                                 | 1                  |
| Suède (Sverigetopplistan)                          | 5                  |
| Suisse (Schweizer Hitparade)                       | 6                  |
| France (IFOP)                                      | 3                  |
| Royaume-Uni (The Official Charts Company)          | 1                  |
| États-Unis Billboard Hot Mainstream Rock Tracks    | 1                  |
| États-Unis Billboard Hot 100                       | 1                  |
| États-Unis Billboard Hot Adult Contemporary Tracks | 27                 |

| Classement (2011) | Meilleure position |
| ----------------- | ------------------ |
| France (SNEP)     | 62                 |